# جريدة الحدث
الحدث جريدة عربية أسبوعية في عمان، الأردن. تم إطلاق الحدث في مارس 2012 من قبل العربية، ومقرها دبي، الإمارات العربية المتحدة.

## الإدارة والاستثمار والملكية
يدير الحدث فريق العربية الذي تأسس من خلال الاستثمار من قبل مركز إذاعة الشرق الأوسط (MBC)، بالإضافة إلى مستثمرين آخرين من المملكة العربية السعودية والكويت ودول الخليج العربي. من خلال MBC، يمتلك الأمير السعودي عبد العزيز بن فهد وعمه وليد بن إبراهيم الإبراهيم العربية.

## روابط خارجية
- موقع الحدث